# 凯约·塞伊林奥亚
凯约·塞伊林奥亚（芬蘭語：Keijo Säilynoja，1970年2月17日—），芬兰男子冰球运动员，场上位置是前锋。他曾代表芬兰国家队参加1992年冬季奥林匹克运动会冰球比赛，获得第七名。